# Изнов, Абрам Тимофеевич
Абрам Тимофеевич Изнов (1886—1980) — советский строитель, старший производитель работ строительного управления № 3 треста «Иркутскстрой», Герой Социалистического Труда (1958).

## Биография
Родился в еврейской семье в Двинске (ныне Даугавпилс, Латвия). Работал в строительной сфере более 50 лет, в том числе в тресте «Иркутскжилстрой», где длительное время работал старшим прорабом. Под его руководством были построены такие социальные объекта города Иркутска, как здания средних школ № 15, 17, здание гостиницы «Сибирь», учебный корпус института иностранных языков (ныне Евразийский лингвистический институт МГЛУ), учебный корпус ИГУ на ул. К. Маркса, 1, Дом Советов, а также многочисленные жилые дома.
Неоднократно избирался депутатом районного и городского Советов.